# Helinus lanceolatus
Helinus lanceolatus là một loài thực vật có hoa trong họ Táo. Loài này được Brandis mô tả khoa học đầu tiên năm 1874.